# Distenia femoralis
Distenia femoralis är en skalbaggsart som först beskrevs av Boppe 1921.  Distenia femoralis ingår i släktet Distenia och familjen långhorningar. Inga underarter finns listade i Catalogue of Life.